# Vorder Glärnisch
Vorder Glärnisch är en bergstopp i Schweiz.   Den ligger i kantonen Glarus, i den östra delen av landet, 120 km öster om huvudstaden Bern. Toppen på Vorder Glärnisch är 2 327 meter över havet, eller 275 meter över den omgivande terrängen. Bredden vid basen är 0,84 km.
Terrängen runt Vorder Glärnisch är huvudsakligen mycket bergig. Närmaste större samhälle är Glarus, 2,9 km nordost om Vorder Glärnisch. 
Trakten runt Vorder Glärnisch består i huvudsak av gräsmarker. Runt Vorder Glärnisch är det ganska glesbefolkat, med 34 invånare per kvadratkilometer.